# Anders Frisk
Anders Frisk, né le 18 février 1963 à Göteborg, est un agent d'assurances suédois, connu comme un des meilleurs arbitres de football, en Europe. Il a annoncé la fin de sa carrière le 12 mars 2005.

## Biographie
Il a commencé à arbitrer en 1978, et commencé à prendre en charge des matchs professionnels suédois en 1989. En 1991, il a été nommé arbitre international par la Fédération internationale de football association. 
Frisk est également l'ambassadeur de la campagne en faveur des enfants victimes de la guerre menée par l'UEFA et le Comité international de la Croix-Rouge. Au cours de l'été 2004, il est allé au Libéria voir les efforts de la Croix-Rouge.
Principaux matchs arbitrés :
- Finale de la Coupe des Confédérations 1999 : Mexique 4-3 Brésil
- Finale de l'Euro 2000 : France 2-1 Italie
- 1/8e Finale Coupe du monde 2002 : Espagne 1-1 Irlande (T-a-b. : 3-2)
- 1/2 Finale de l'Euro 2004 : Portugal 2-1 Pays Bas
- 1/2 Finale de la Ligue des Champions 1999-2000 : Real Madrid 2-0 Bayern Munich
- 1/2 Finale de la Ligue des Champions 2001-2002 : FC Barcelone 0-2 Real Madrid

Arbitrant des matchs européens d'importance et des matchs de phase finale de Coupes du monde, il est cependant blessé par un projectile lancé des tribunes lors du match entre l'AS Rome et le Dynamo Kiev, le 15 septembre 2004. L'AS Rome est déclarée perdante 3-0 sur forfait par l'UEFA, et doit jouer deux matchs à domicile à huis clos.
Le 12 mars 2005, Anders Frisk annonce sa retraite à la suite de menaces de mort contre sa famille et lui. 